# Cnemacantha muscaria
Cnemacantha muscaria är en tvåvingeart som först beskrevs av Fallen 1823.  Cnemacantha muscaria ingår i släktet Cnemacantha och familjen lövflugor. Arten är reproducerande i Sverige. Inga underarter finns listade i Catalogue of Life.